# Кантон (Массачусетс)
Кантон (англ. Canton) — місто (англ. town) в США, в окрузі Норфолк штату Массачусетс. Населення — 24 370 осіб (2020).

## Демографія
Згідно з переписом 2010 року, у місті мешкала 21 561 особа в 8378 домогосподарствах у складі 5712 родин. Було 8762 помешкання
Расовий склад населення:
| - 84,8 % — білих - 6,3 % — чорних або афроамериканців - 6,1 % — азіатів - 0,1 % — корінних американців - 1,0 % — осіб інших рас |

До двох чи більше рас належало 1,7 %. Частка іспаномовних становила 2,8 % від усіх жителів.
За віковим діапазоном населення розподілялося таким чином: 23,6 % — особи молодші 18 років, 59,6 % — особи у віці 18—64 років, 16,8 % — особи у віці 65 років та старші. Медіана віку мешканця становила 42,3 року. На 100 осіб жіночої статі у місті припадало 89,7 чоловіків;  на 100 жінок у віці від 18 років та старших — 85,5 чоловіків також старших 18 років.
Середній дохід на одне домашнє господарство  становив 126 808 доларів США (медіана — 96 583), а середній дохід на одну сім'ю — 155 356 доларів (медіана — 126 623). Медіана доходів становила 83 015 доларів для чоловіків та 67 024 долари для жінок. За межею бідності перебувало 6,0 % осіб, у тому числі 6,6 % дітей у віці до 18 років та 10,3 % осіб у віці 65 років та старших.
Цивільне працевлаштоване населення становило 12 018 осіб. Основні галузі зайнятості: освіта, охорона здоров'я та соціальна допомога — 25,5 %, науковці, спеціалісти, менеджери — 19,1 %, фінанси, страхування та нерухомість — 12,4 %, роздрібна торгівля — 7,8 %.